# 支票輪
支票輪（英語：Check wheel）是一種透過利用支票兌現所需的時間差而實現的騙案。
通常騙徒會利用時區的差別，以及各地處理支票所需的時間差，利用一張可以兌現的支票提供保證金作交易，但在交易完成後從戶口撤走資金，使支票變得不能兌現。